# British American Racing
BAR-Honda was een Formule 1 team dat van 1999 tot 2005 meedeed aan het wereldkampioenschap Formule 1. Het team heette in 1999 British American Racing (BAR), en is vernoemd naar British American Tobacco (BAT), de eigenaar van het team. Zij sponsorden het team met hun sigarettenmerk, Lucky Strike. Vanaf 2000 reed het team met Honda-motoren.
BAT was al lange tijd aanwezig in de Formule 1, en verschillende van hun merken hebben op de buitenkant van de Formule 1 wagens gestaan. In 1997 werd het bedrijf door Craig Pollock overtuigd van het nut van een eigen team, en zo werd het Tyrrell team voor ongeveer £30 miljoen aangekocht door BAT na het seizoen van 1997. De naam werd in 1999 aangepast naar BAR.
Pollock was de manager van het team, en het lukte hem in 1999 voormalig wereldkampioen Jacques Villeneuve weg te halen bij Williams. Het nieuwe team met Villeneuve en debutant Ricardo Zonta, begon het seizoen met grote verwachtingen, maar kon geen enkel punt in het constructeurskampioenschap behalen. Villeneuve begon het seizoen met 11 uitvallen, en finishte tot de Grand Prix van België in augustus in geen enkele race. Zonta miste door ziekte drie races en zijn hoogst behaalde positie was 8e. Daarnaast behaalde de invaller voor Zonta, Mika Salo, met een zevende positie de hoogste plaats voor het team. Het team gebruikte Supertec motoren (feitelijk Renault motoren).
In 2000 werd Honda motorleverancier van het team dat vanaf dan Lucky Strike BAR Honda heette. De motor bleek betrouwbaarder en zodoende werden de resultaten beter. Het beste resultaat was een vierde plek, wat nog steeds niet het beoogde resultaat dat de eigenaren zich hadden voorgesteld was. Villeneuve haalde het podium tweemaal in 2001, maar hij noch zijn nieuwe teamgenoot Olivier Panis konden aan de verwachtingen voldoen, en Pollock werd ontslagen.
David Richards nam het roer over, maar het verhaal bleef hetzelfde, met Villeneuve en Panis, later ook Jenson Button die veel moeite hadden om in de punten te rijden. Aan het einde van 2003 werd Villeneuve vervangen door Takuma Sato. Het team ging na het seizoen in 2003 over op Michelin banden in de hoop dat dit het potentieel van hun auto zou waarmaken.
Aan het begin van 2004 krijgt het team succes in de vorm van podiumplaatsen voor Jenson Button, en hun eerste pole-position, in San Marino. Ze waren een sterke partij voor de tweede plaats in het constructeurs kampioenschap. Voor 2005 werd er een bod gedaan op Button door Williams, maar hij blijft bij BAR-Honda rijden.
Doordat er steeds meer restricties op het plaatsen van reclameboodschappen voor tabak kwamen, ontstonden er geruchten dat BAT het team zou willen verkopen. In november 2004 werd aangekondigd dat Honda 45% van het team had gekocht, en als deel van de aankoop verliet David Richards het team als principal.
Op 4 mei 2005 werd het BAR-Honda team door vier onafhankelijke rechters verboden mee te doen aan twee races in het Formule 1 kampioenschap dat jaar. De reden was dat zij met illegale auto's zouden hebben gereden in de voorgaande Grand Prix van San Marino op 24 april. De aanklacht was dat hun auto's onder de reglementaire 600 kilo gewichtslimiet voor Formule 1 wagens bleven. BAR-Honda ging hier tegenin door te zeggen dat de motor een minimum van 6 kg brandstof nodig heeft, waardoor de auto boven het minimum gewicht blijft. Hun interpretatie van de regels was dat de limiet alleen geldt tijdens de race, en niet in de inspecties na de race. De FIA, en later ook de rechtbank, waren het hier niet mee eens. Het team werd gediskwalificeerd van de San Marino Grand Prix, en verloor de punten die het had gewonnen. Daarnaast mochten ze niet meedoen aan de races in Spanje en Monaco. Max Mosley, de president van de FIA, vond de straf onvoldoende, en had hen graag voor de rest van het seizoen buitenspel gezet, er kon echter niet bewezen worden dat het team opzettelijk bedrog had gepleegd en dus bleef de strafmaat beperkt.
In 2006 kocht Honda de resterende 55% aandelen op, sindsdien deed het team mee aan het kampioenschap onder de naam Honda Racing F1. Tot 2008 was het Honda Racing F1 waarna Honda besliste zijn Formule 1 team op te doeken. Het team werd te koop aangeboden en opgekocht door Ross Brawn die het voor het seizoen 2009 omdoopte tot Brawn GP. Hij verkocht het team na een succesvol seizoen aan motorenleverancier Mercedes-Benz dat vanaf 2010 als Mercedes Grand Prix zijn eigen wagens liet rijden.

## Resultaten
| Resultaat                       |
| ------------------------------- |
| Winnaar                         |
| Tweede plaats                   |
| Derde plaats                    |
| Gefinisht (punten behaald)      |
| Gefinisht (geen punten behaald) |
| Niet geklasseerd (NC)           |
| Uitgevallen (DNF)               |
| Niet gekwalificeerd (DNQ)       |
| Gediskwalificeerd (DSQ)         |
| Niet gestart (DNS)              |
| Gewond (INJ)                    |
| Uitgesloten (EX)                |
| Teruggetrokken (WD)             |
| Niet deelgenomen (blanco cel)   |
| P Pole position                 |
| S Snelste ronde                 |

| Jaar | Chassis | Motor             | Banden | Coureurs           | 1   | 2   | 3   | 4   | 5   | 6   | 7   | 8    | 9   | 10  | 11  | 12  | 13  | 14  | 15  | 16  | 17  | 18  | 19  | Punten | WK-plaats |
| ---- | ------- | ----------------- | ------ | ------------------ | --- | --- | --- | --- | --- | --- | --- | ---- | --- | --- | --- | --- | --- | --- | --- | --- | --- | --- | --- | ------ | --------- |
| 1999 | BAR 01  | Supertec FB01 V10 | B      |                    | AUS | BRA | SMR | MON | SPA | CAN | FRA | GBR  | OOS | GER | HUN | BEL | ITA | EUR | MAL | JPN |     |     |     | 0      | 11e       |
| 1999 | BAR 01  | Supertec FB01 V10 | B      | Jacques Villeneuve | DNF | DNF | DNF | DNF | DNF | DNF | DNF | DNF  | DNF | DNF | DNF | 15  | 8   | 10† | DNF | 9   |     |     |     | 0      | 11e       |
| 1999 | BAR 01  | Supertec FB01 V10 | B      | Ricardo Zonta      | DNF | DNQ |     |     |     | DNF | 9   | DNF  | 15† | DNF | 13  | DNF | DNF | 8   | DNF | 12  |     |     |     | 0      | 11e       |
| 1999 | BAR 01  | Supertec FB01 V10 | B      | Mika Salo          |     |     | 7†  | DNF | 8   |     |     |      |     |     |     |     |     |     |     |     |     |     |     | 0      | 11e       |
| 2000 | BAR 002 | Honda RA000E V10  | B      |                    | AUS | BRA | SMR | GBR | SPA | EUR | MON | CAN  | FRA | OOS | GER | HUN | BEL | ITA | USA | JPN | MAL |     |     | 20     | 5e        |
| 2000 | BAR 002 | Honda RA000E V10  | B      | Jacques Villeneuve | 4   | DNF | 5   | 16† | DNF | DNF | 7   | 15†  | 4   | 4   | 8   | 12  | 7   | DNF | 4   | 6   | 5   |     |     | 20     | 5e        |
| 2000 | BAR 002 | Honda RA000E V10  | B      | Ricardo Zonta      | 6   | 9   | 12  | DNF | 8   | DNF | DNF | 8    | DNF | DNF | DNF | 14  | 12  | 6   | 6   | 9   | DNF |     |     | 20     | 5e        |
| 2001 | BAR 003 | Honda RA001E V10  | B      |                    | AUS | MAL | BRA | SMR | SPA | OOS | MON | CAN  | EUR | FRA | GBR | GER | HUN | BEL | ITA | USA | JPN |     |     | 17     | 6e        |
| 2001 | BAR 003 | Honda RA001E V10  | B      | Olivier Panis      | 7   | DNF | 4   | 8   | 7   | 5   | DNF | DNF  | DNF | 9   | DNF | 7   | DNF | 11  | 9   | 11  | 13  |     |     | 17     | 6e        |
| 2001 | BAR 003 | Honda RA001E V10  | B      | Jacques Villeneuve | DNF | DNF | 7   | DNF | 3   | 8   | 4   | DNF  | 9   | DNF | 8   | 3   | 9   | 8   | 6   | DNF | 10  |     |     | 17     | 6e        |
| 2002 | BAR 004 | Honda RA002E V10  | B      |                    | AUS | MAL | BRA | SMR | SPA | OOS | MON | CAN  | EUR | GBR | FRA | DUI | HON | BEL | ITA | USA | JPN |     |     | 7      | 8e        |
| 2002 | BAR 004 | Honda RA002E V10  | B      | Jacques Villeneuve | DNF | 8   | 10† | 7   | 7   | 10† | DNF | DNF  | 12  | 4   | DNF | DNF | DNF | 8   | 9   | 6   | DNF |     |     | 7      | 8e        |
| 2002 | BAR 004 | Honda RA002E V10  | B      | Olivier Panis      | DNF | DNF | DNF | DNF | DNF | DNF | DNF | 8    | 9   | 5   | DNF | DNF | 12  | 12† | 6   | 12  | DNF |     |     | 7      | 8e        |
| 2003 | BAR 005 | Honda RA003E V10  | B      |                    | AUS | MAL | BRA | SMR | SPA | OOS | MON | CAN  | EUR | FRA | GBR | DUI | HON | ITA | USA | JPN |     |     |     | 26     | 5e        |
| 2003 | BAR 005 | Honda RA003E V10  | B      | Jacques Villeneuve | 9   | DNS | 6   | DNF | DNF | 12  | DNF | DNF  | DNF | 9   | 10  | 9   | DNF | 6   | DNF |     |     |     |     | 26     | 5e        |
| 2003 | BAR 005 | Honda RA003E V10  | B      | Takuma Sato        |     |     |     |     |     |     |     |      |     |     |     |     |     |     |     | 6   |     |     |     | 26     | 5e        |
| 2003 | BAR 005 | Honda RA003E V10  | B      | Jenson Button      | 10  | 7   | DNF | 8   | 9   | 4   | DNS | DNF  | 7   | DNF | 8   | 8   | 10  | DNF | DNF | 4   |     |     |     | 26     | 5e        |
| 2004 | BAR 006 | Honda RA004E V10  | M      |                    | AUS | MAL | BHR | SMR | SPA | MON | EUR | CAN  | USA | FRA | GBR | DUI | HON | BEL | ITA | CHN | JPN | BRA |     | 119    | Zilver    |
| 2004 | BAR 006 | Honda RA004E V10  | M      | Jenson Button      | 6   | 3   | 3   | 2P  | 8   | 2   | 3   | 3    | DNF | 5   | 4   | 2   | 5   | DNF | 3   | 2   | 3   | DNF |     | 119    | Zilver    |
| 2004 | BAR 006 | Honda RA004E V10  | M      | Takuma Sato        | 9   | 15† | 5   | 16† | 5   | DNF | DNF | DNF  | 3   | DNF | 11  | 8   | 6   | DNF | 4   | 6   | 4   | 6   |     | 119    | Zilver    |
| 2005 | BAR 007 | Honda RA005E V10  | M      |                    | AUS | MAL | BHR | SMR | SPA | MON | EUR | CAN  | USA | FRA | GBR | DUI | HON | TUR | ITA | BEL | BRA | JPN | CHN | 38     | 6e        |
| 2005 | BAR 007 | Honda RA005E V10  | M      | Jenson Button      | 11† | DNF | DNF | DSQ |     |     | 10  | DNFP | DNS | 4   | 5   | 3   | 5   | 5   | 8   | 3   | 7   | 5   | 8   | 38     | 6e        |
| 2005 | BAR 007 | Honda RA005E V10  | M      | Takuma Sato        | 14† |     | DNF | DSQ |     |     | 12  | DNF  | DNS | 11  | 16  | 12  | 8   | 9   | 16  | DNF | 10  | DSQ | DNF | 38     | 6e        |
| 2005 | BAR 007 | Honda RA005E V10  | M      | Anthony Davidson   |     | DNF |     |     |     |     |     |      |     |     |     |     |     |     |     |     |     |     |     | 38     | 6e        |

† — Coureur is niet gefinisht in de GP, maar heeft wel 90% van de race-afstand afgelegd, waardoor hij als geklasseerd genoteerd staat.